# Wilhelm Cleven
Wilhelm Cleven (* 25. Juli 1893 in Saeffelen; † 14. August 1983 in Köln) war Weihbischof in Köln.

## Leben
Wilhelm Cleven studierte nach seinem Abitur am Gymnasium Münstereifel ab 1912 Theologie und Philosophie in Bonn. 1914 wurde er Soldat und geriet ein Jahr später in französische Kriegsgefangenschaft und über einen Gefangenenaustausch in die Schweiz, wo er in Luzern sein Theologiestudium fortsetzte. 1918 kehrte er nach Bonn zurück und empfing am 14. August 1921 in Köln die Priesterweihe.
Er war anschließend Kaplan und ab 1926 Gymnasiallehrer für Religion, Hebräisch und Griechisch in Düsseldorf. Am 16. März 1948 wurde er zum Domkapitular in Köln gewählt und war als Generalvikariatsrat tätig. Zusammen mit Wilhelm Böhler baute er die Abteilung für das Schulwesen im Generalvikariat auf; dessen Leiter er von 1958 bis 1970 war; seit 1970 Protektor. Er war wesentlich eingebunden in die Erstellung der ersten Schulgesetze des neugebildeten Landes Nordrhein-Westfalen. Zudem war er Vorsitzender des Katholischen Rundfunkinstituts der nordwestdeutschen Diözesen. Er war Präsident des Deutschen Lourdes Vereins; 1978 wurde Friedhelm Hofmann sein Nachfolger. Er war Vorsitzender der Arbeitsgemeinschaft marianische Vereinigungen Deutschlands.
Cleven war von 1944 bis 1950 Großprior der deutschen Statthalterei des  Ritterordens vom Heiligen Grab zu Jerusalem.
Papst Pius XII. ernannte ihn am 18. November 1950 zum Titularbischof von Sasima und Weihbischof in Köln. Der Erzbischof von Köln, Joseph Kardinal Frings, spendete ihm am 28. Januar 1951 die Bischofsweihe; Mitkonsekratoren waren Wilhelm Stockums und Joseph Ferche, beide Weihbischöfe in Köln.
Cleven war zuständig für die Betreuung von deutschen Kriegsgefangenen und Inhaftierten in französischen Gefängnissen. Ab 1955 gehörte er dem Präsidium der Stillen Hilfe für Kriegsgefangene und Internierte an, einer Organisation, die wegen ihrer Unterstützung ehemaliger Nationalsozialisten in die Kritik geraten ist.
Wilhelm Cleven war von 1958 bis 1978 Domdechant. Er war von 1962 bis 1965 Konzilsvater aller vier Sitzungsperioden des Zweiten Vatikanischen Konzils. 1966 wurde er Bischofsvikar für Schule, Katholikenausschüsse, Diözesankomitee und Diözesanführungskreis, seit 1971 nur für Schule.
Am Mittwochmorgen, 3. Februar 1965, endete der Fastenmonat Ramadan: Ein Ereignis, das Muslime traditionell mit einem Festgebet begehen. In Köln aber gab es damals für die knapp 2000 Gastarbeiter aus der Türkei noch keine Moschee und auch keine anderen geeigneten Räumlichkeiten für mehrere hundert Menschen. Deshalb stellt Cleven im Alleingang das nördliche Seitenschiff des Doms zur Verfügung. Die Geste erfolgte im Geiste des Zweiten Vatikanischen Konzils (1962–1965), auf dem römisch-katholische Kirchenväter den Islam als eine achtenswerte Religion anerkannt hatten. Das Konzil betonte, dass Muslime, „die einen einzigen persönlichen Gott anbeten“, den Christen „durch religiösen Sinn und zahlreiche Beziehungen menschlicher Kultur nahestehen“.

## Auszeichnungen
- Großes Verdienstkreuz des Verdienstordens der Bundesrepublik Deutschland (1964)[6]
- Höchster Orden Jordaniens (1974)[7]

## Schriften
- Reiches Leben, 1936
- Mädchensendung im Gottesreich: ein Buch für Mädchen, 1936
- Tapfere Mädchen, 1937
- Heiliger Werkdienst, 1937, zusammen mit Bruno Biesel
- Jungmädchen erzählen: ein Buch für Mädchen, Erzieherinnen und Erzieher, 1937
- Vom täglichen Leben und von ewiger Ordnung: Ein Büchlein zur Besinng, 1938
- Stilles Frauenheldentum im Alltag, 1940
- Fragen die jeden bewegen, 1949
- Fragen um Sakramente und Sakramentalien, 1949
- Fragen um kirchliche Gebräuche und Gebote, 1950
- Ein Pastor läutet die Caritasglocken, 1952, zusammen mit Konrad Jakobs

## Belege
1. 1 2  Bernd Haunfelder: Nordrhein-Westfalen-Land und Leute 1946-2006: ein biographisches Handbuch, Aschendorff 2006, S. 106 f.
2. ↑  Eduard Hegel, Wilhelm Neuss: Das Erzbistum Köln zwischen der Restauration des 19. Jahrhunderts und der Restauration des 20. Jahrhunderts, 1815-1962,  Bachem 1987, S. 152
3. 1 2  Cleven, Wilhelm (1893-1983). Historisches Archiv des Erzbistums Köln. In: www.archive.nrw.de. Der Präsident des Landesarchivs Nordrhein-Westfalen, abgerufen am 30. November 2024.
4. ↑  Ernst Klee: Das Kulturlexikon zum Dritten Reich. Wer war was vor und nach 1945. S. Fischer, Frankfurt am Main 2007, ISBN 978-3-10-039326-5, S. 99.
5. ↑  Ein Bild und seine Geschichte: Als Muslime zu Ramadan im Kölner Dom beteten. In: GEO. GEO, 11. März 2024, abgerufen am 11. März 2024.
6. ↑  Jahrbuch des Zentral-Dombau-Vereins 1974. Erzbischof und Domkapitel. In: www.zdv.de. Zentral-Dombau-Verein zu Köln von 1842, abgerufen am 30. November 2024.

| Vorgänger      | Amt                                                                                             | Nachfolger             |
| -------------- | ----------------------------------------------------------------------------------------------- | ---------------------- |
| Joseph Hammels | Großprior der Deutschen Statthalterei des Ritterordens vom Heiligen Grab zu Jerusalem 1944–1950 | Lorenz Kardinal Jaeger |

| Personendaten    | Personendaten                              |
| ---------------- | ------------------------------------------ |
| NAME             | Cleven, Wilhelm                            |
| ALTERNATIVNAMEN  | Cleven, Johann Wilhelm                     |
| KURZBESCHREIBUNG | deutscher Geistlicher, Weihbischof in Köln |
| GEBURTSDATUM     | 25. Juli 1893                              |
| GEBURTSORT       | Saeffelen                                  |
| STERBEDATUM      | 14. August 1983                            |
| STERBEORT        | Köln                                       |